# Dino Buzzati
Œuvres principales
- Bàrnabo des montagnes (1933)
- Le Désert des Tartares (1940)
- La Fameuse Invasion de la Sicile par les ours (1945)

- Un amour (1964)

- Le K (1966)
- Le Rêve de l'escalier (1973)

Dino Buzzati Traverso, connu sous le nom de Dino Buzzati, né le 16 octobre 1906 à San Pellegrino di Belluno en Vénétie, mort le 28 janvier 1972 à Milan, est un journaliste, peintre et écrivain italien dont l'œuvre la plus célèbre est le roman intitulé Le Désert des Tartares. De son métier de journaliste lui vient l'habitude de chercher des thèmes et des récits de la vie quotidienne et d'en faire ressortir l'aspect insolite, parfois fantastique.

## Biographie et parcours professionnel
Dino Buzzati Traverso (le nom Traverso fut ajouté en 1917), est né à San Pellegrino di Belluno en Vénétie dans la maison familiale. Sa mère, Alba Mantovani (1871-1961), vétérinaire, était originaire de Venise, fille d'un médecin, et son père, Giulio Cesare Buzzati (1862-1920) était un juriste célèbre, issu d'une illustre famille de Belluno, connu comme professeur de droit international de la fameuse université Luigi Bocconi de Milan. Dino Buzzati est le troisième d'une fratrie de quatre enfants, qui compte Augusto (1903-?), Angelina dite Nina (1904-?), et Adriano (1913-1983).
En 1924, il entame des études de droit à l'université de Milan. Alors qu'il achève ses études, il est embauché en 1928 par le journal milanais Corriere della Sera où il poursuit sa carrière journalistique jusqu'à la fin de sa vie. Il y débute comme correcteur et devient ensuite reporter, correspondant spécial, essayiste, éditeur et critique d'art.
En 1933 paraît son premier roman intitulé Bàrnabo des montagnes suivi deux ans plus tard du livre Le Secret du vieux bois. À la fin des années 1930 Buzzati publie des nouvelles fantastiques dans le Corriere della Sera.
La critique littéraire des œuvres de Buzzati souligne que son activité journalistique a influencé ses écrits dans la mesure où ses récits fantastiques sont rédigés dans un style très réaliste. Buzzati lui-même fait un commentaire à ce sujet : « Il me semble que le fantastique doit être aussi proche que possible du journalisme. Il ne s'agit pas de banaliser les choses, même si en fait il y a un peu de ça. Disons plutôt que l'efficacité d'une histoire fantastique est liée à l'emploi de mots et de paroles les plus simples et les plus concrets possible ».
Durant la Seconde Guerre mondiale, Buzzati est affecté comme journaliste correspondant de guerre pour Il Corriere della sera, notamment de la Marine Royale italienne. À cette période, son roman Le Désert des Tartares, qu'il a écrit en 1939 est publié chez Rizzoli en 1940 en Italie. En 1949, à sa sortie en France, traduit, le roman rencontre un franc succès littéraire encensé par la critique et Buzzati devient célèbre.
En 1964, il épouse Almerina Antoniazzi (1941-2015). Une année plus tôt est paru son roman Un amour, une de ses dernières œuvres.
Il était passionné de montagne et d'escalade, qu'il pratiquait les étés dans les Dolomites. Le livre Montagnes de verre est une sélection d'articles, de récits, de biographie d'alpinistes parus après sa mort.
Dino Buzzati décède d'un cancer du pancréas le 28 janvier 1972. Informé depuis longtemps de la gravité de sa maladie, ses angoisses et ses interrogations s'expriment dans un de ses derniers écrits, Le Régiment part à l'aube, publié de façon posthume, où il évoque le temps qui passe et une fin inéluctable, deux thèmes récurrents dans son œuvre. Ses derniers écrits sont à cette occasion rédigés directement sur un agenda-calendrier.
Dino Buzzati est auteur de la phrase : « Dieu qui n'existe pas, je t'implore ». Bien que se disant non-croyant, il éprouve une fascination « pour la question du mystère et de l'au-delà ».

## Courant littéraire
L'œuvre littéraire de Dino Buzzati est comparée souvent pour une part à l'influence de Kafka, par l'esprit de dérision et l'expression de l'impuissance humaine face au labyrinthe d'un monde incompréhensible, mais l'écrivain exprime un certain scepticisme à ce propos : "On parle de Kafka" [...] "Moi sur ce point je ne me prononce pas". Son œuvre est aussi rapprochée au surréalisme comme dans ses contes où la connotation onirique est très forte. Son œuvre peut aussi être rapportée au courant existentialiste représenté par Jean-Paul Sartre dans La Nausée (1938) et Albert Camus dans L'Étranger (1942). Albert Camus a transposé la pièce de Buzzati Un cas intéressant (Un caso clinico) en 1955. Les deux écrivains s'appréciaient. Enfin, ce roman au succès mondial peut être rapproché de deux grands classiques modernes : Les Choses de Georges Perec et La Montagne magique de Thomas Mann.
Une sensibilité chrétienne empreinte de sympathie pour tous les humbles et les faibles, mais aussi de compassion pour la méchanceté elle-même (non sans révolte pour ses victimes toutefois (voir L'Œuf) s'en dégage très souvent.
Son œuvre picturale oscille entre surréalisme et peinture métaphysique. La série d'ex-voto imaginaires de l'album P.G.R. (Per Grazia ricevuta) en est un exemple par ses réalisations graphiques.
Buzzati n'est ni théoricien ni philosophe, mais il interroge naïvement l'énigme du monde. Éloigné du naturalisme et du vérisme italien, il situe ses récits dans l'intemporel et l'universel. Comme un photographe il capte des moments qui révèlent l'étrangeté du monde. Par son travail de journaliste, son œuvre est marquée par la nécessité de rester humble face à l'événement qui, grand ou banal, reste éphémère. L'Italie des années 1950-60, politisée, reproche à l'écrivain son manque d'engagement, mais Buzzati refuse de se détourner des questions fondamentales sur l'Homme pour une cause réductrice. Sa vie c'est écrire.

## Œuvres principales

### Le Désert des Tartares
Son principal succès est Le Désert des Tartares publié en 1940 (traduit en français en 1949) et adapté au cinéma par Valerio Zurlini en 1976. Ce roman, devenu un classique, décrit un « présent perpétuel et interminable » à travers la vie de Giovanni Drogo, un soldat, attendant vainement l'attaque ennemie de la forteresse isolée dont il a la garde. L'écrivain traite de façon suggestive et poignante de la fuite vaine du temps, de l'attente et de l'échec, dans le cadre d'une garnison postée dans un vieux fort isolé à la frontière où le lieutenant Drogo attend la gloire dont le privera la vieillesse et la maladie. En effet, après une longue carrière ritualisée par les activités routinières de la garnison du vieux fort Bastiani, il voit se préciser enfin l'attaque des Tartares, dont l'existence semblait de plus en plus mythique. Cependant, évacué pour des raisons médicales, Drogo ne peut participer au combat et se trouve rendu, au seuil de sa mort, à la vacuité de sa vie.
Ce thème existentiel est aussi présent dans un de ses derniers écrits moins connus, publié de manière posthume, Le régiment part à l'aube où le héros, ancien militaire, lutte contre la mort jusqu'à l'aube, et fait le bilan de sa vie avant de partir « comme le régiment ».

### Un amour
Cette œuvre publiée pour la première fois en 1963, décrit la passion dévorante d'un quinquagénaire pour une jeune prostituée occasionnelle, ainsi que ses tourments savamment entretenus par elle et par leurs connaissances communes. Au terme d'un calvaire, la fin brutale de leur relation fait pourtant place chez lui à une angoisse bien plus grande, qu'il essayait inconsciemment de fuir à travers sa passion et qui est celle de sa mort inéluctable et maintenant proche : on peut croire acheter la jeunesse d'une personne, mais on ne peut pour autant retrouver la sienne. C'est l'un de ses romans aujourd'hui les plus connus, bien qu'ayant été un échec à sa parution.

### Le K
Le K est un recueil de nouvelles publié pour la première fois en Italie en 1966 sous le titre Il colombre e altri cinquanta racconti. La première nouvelle, Le K (Il colombre dans sa version originale) est une nouvelle fantastique qui raconte l'histoire d'un garçon, Stefano, poursuivi par un monstre marin aux allures de requin géant, appelé « le K ».

## Œuvres

### Romans
- Bàrnabo des montagnes, R. Laffont, 1959 ((it) Bàrnabo delle montagne, Treves-Treccani-Tumminelli, 1933), trad. Michel BreitmanIn Bàrnabo des montagnes et le Secret du Bosco Vecchio.
Adapté au cinéma en 1994 sous le même titre, film italien réalisé par Mario Brenta.
- Le Secret du vieux bois, R. Laffont, 1959 ((it) Il segreto del Bosco Vecchio, 1935), trad. Michel BreitmanIn Bàrnabo des montagnes et le Secret du Bosco Vecchio.
Adapté au cinéma en 1993 sous le même titre, film italien réalisé par Ermanno Olmi.
- Le Désert des Tartares, R. Laffont, 1949 ((it) Il deserto dei Tartari, Rizzoli, 1940), trad. Michel ArnaudAdapté au cinéma en 1976 sous le même titre, film franco-germano-italien réalisé par Valerio Zurlini.
- L'Image de pierre, R. Laffont, 1961 ((it) Il grande ritratto, Mondadori, 1960), trad. Michel Breitman
- Un amour, R. Laffont, 1964 ((it) Un amore, Mondadori, 1963), trad. Michel BreitmanAdapté au cinéma en 1966, tout d'abord sous le titre Une garce inconsciente, puis repris sous le titre éponyme de l’œuvre : Un amour,  film franco-italien réalisé par Gianni Vernuccio[14].

### Contes
- 1942 : Les Sept Messagers (I sette messaggeri) (trad. fr. 1969 dans le recueil portant son nom)
- 1945 : La Fameuse Invasion de la Sicile par les ours (La Famosa invasione degli orsi in Sicilia) (trad. fr. 1968)
- 1953 : Sept étages (Sette piani) (trad. fr. 1969 dans le recueil Les Sept Messagers puis dans le recueil Le Rêve de l'escalier)
- 1958 : L'Écroulement de la Baliverna (Il Crollo della Baliverna)

### Bande dessinée
- 1969 : Poema a fumetti, Poème-bulles[15], trad. Max Gallo et Antoine Ottavi, Robert Laffont, 1970, réédité Orfi aux enfers, trad. Charlotte Lataillade, Actes Sud  (ISBN 978-2-7427-6853-0), 2007

### Théâtre
- 1942 : Petite Promenade (Piccola passeggiata)
- 1946 : La Révolte contre les pauvres (La Rivolta contro i poveri)
- 1955 : Un cas intéressant (Un caso clinico), pièce en 2 parties et 11 tableaux adaptée par Albert Camus, mise en scène Georges Vitaly, Théâtre La Bruyère, éditions l'Avant Scène
- 1955 : La Fin tragique d'un musicien (Drammatica fine di un musicista)
- 1958 : Seule à la maison
- 1958 : Une fille arriva
- 1959 : L'Horloge
- 1959 : Les Fenêtres
- 1959 : Procédure pénale, livret
- 1960 : Un Ver au ministère
- 1960 : Le Manteau, théâtre, puis livret
- 1960 : Les Conseillers
- 1960 : Train aérien, livret
- 1962 : L'Homme qui ira en Amérique, L'Entretemps Éditions, coll. « Scénogrammes », 2013  (ISBN 235539170X)
- 1962 : La Colonne infâme
- 1962 : Spogliarello
- 1963 : Ils cognent à la porte, livret
- 1963 : C'était défendu, livret
- 1968 : La Fin du bourgeois
- 1968 : Le Règne de Noël

### Nouvelles
- 1949 : Panique à la Scala (Paura alla Scala), recueil, éd. R. Laffont, coll. « Pavillons poche »  (ISBN 2221135350)
- 1954 : Le Chien qui a vu Dieu (Il cane che ha visto Dio), Trad. de l'italien par Michel Breitman, Coll. Folio Junior (n.135), Gallimard Jeunesse, 1998
- 1954 : Les Souris
- 1958 : Sessanta racconti, recueil d'une soixantaine de nouvelles, dont furent extraits les recueils en langue française Le K (cf. infra), L'Écroulement de la Baliverna, et Les Sept Messagers[16].
- 1960 : Egregio signore, Siamo spiacenti di…, réédition sous le nouveau titre Siamo spiacenti di, 1975 - recueil de nouvelles
  - Nous sommes au regret de..., traduit par Yves Panafieu, Robert Laffont, 1985 ; rééd. poche Seuil, Points, 1992
- 1965 : En ce moment précis, carnets de nouvelles, Robert Laffont, collection Pavillon[17]
- 1966 : Le K, recueil de textes (dont Le Veston ensorcelé)
  - Chasseurs de vieux, in Le K, trad. de Jacqueline Remillet, Laffont, 1967[18].
- 1966 : Les Sept Messagers, recueil de nouvelles (dont Les Sept Messagers, Sept Étages)
- 1967 : Pauvre petit garçon !, nouvelle et recueil Il s'agit d'une nouvelle à chute.
- 1971 : Les Nuits difficiles, (première partie de Le Notti difficili)[19]
- 1971 : Le Rêve de l'escalier, (deuxième partie de Le Notti difficili)[20]
- 1972 : L'Homme et la Lune, recueil
- Nouvelles posthumes : 
  - 1982 : I Giorni perduti, in Centottanta racconti (Les Journées perdues)
  - Le régiment part à l'aube, traduit de l’italien par Susi et Michel Breitman en 1985
  - La Tirelire
  - Nouvelles étranges et inquiétantes, éd. Flammarion, coll. « GF Étonnants classiques », 2014  (ISBN 2081314878)
  - Nouvelles oubliées, traduit de l’italien par Delphine Gachet en 2009, éd. R. Laffont, coll. « Pavillons »  (ISBN 2221106164)

### Poésie
- 1965 : Le Capitaine Pic et autres poésies
- 1965 : Trois coups à la porte
- 1967 : Deux madrigaux

### Autres œuvres
- (it) I Miracoli di Val Morel, série d'ex-voto imaginaires, préface d'Indro Montanelli, Garzanti, Milano 1971
- (it) Per Grazia ricevuta, réédition de I Miracoli di Val Morel, dessins de l'auteur, Grandi Edizioni Italiane, octobre 1983
- Sur le Giro 1949 : le duel Coppi-Bartali, Paris, Robert Laffont, 1984, 205 p. (ISBN 2221012704)Recueil d'articles écrits pour le Corriere della Sera
- Mystères à l'italienne, éd. LGF, coll. « Le Livre de Poche », 1998 (ISBN 2253033987)
- Montagnes de verre (articles journalistiques), éd Guerin, 2002  (ISBN 2911755596)
- Chroniques terrestres, (articles journalistiques), éd. Robert Laffont, coll. « Pavillons », 2014 (ISBN 2221127676)
- Chroniques de la guerre sur mer, éd. Les Belles Lettres, coll. « Mémoires de guerre », 2014 (ISBN 2251310096)
- Nouvelles des cimes, préface de Paolo Rumiz et traduction de l’italien par Delphine Gachet, éd. Arthaud, 2024 (ISBN 9782080437297)

## Adaptations de son œuvre au cinéma
- 1966 : Une garce inconsciente (Un amore), d'après Un amour, film franco-italien réalisé par Gianni Vernuccio
- 1976 : Le Désert des Tartares (Il deserto dei Tartari), d'après son ouvrage éponyme, film franco-germano-italien réalisé par Valerio Zurlini
- 1994 : Barnabo des montagnes (Barnabo delle montagne), d'après son ouvrage éponyme, film italien réalisé par Mario Brenta.
- 1993 : Il segreto del bosco vecchio, d'après son ouvrage éponyme, traduit en français sous le titre Le Secret du vieux bois, film italien réalisé par Ermanno Olmi.
- 2019 : La Fameuse Invasion des ours en Sicile (La famosa invasione degli orsi in Sicilia), d'après son ouvrage, film d'animation français réalisé par Lorenzo Mattotti[21].

## Hommages
- Le rappeur français Fuzati s'est inspiré du nom de Dino Buzzati pour son nom de scène. Il a déclaré beaucoup aimer l'écrivain italien, au cours d'une émission du programme Arthur et les pirates en 2004.
- Marc de Verneuil et Mélanie Marbach, Zone de sensibilité picturale immatérielle (1962-2012), 26 janvier 2012, Paris (double-hommage à Yves Klein et Dino Buzzati pour le quarantième anniversaire de leur œuvre commune).
- Ricordando Dino Buzzati. 1972 - 2012 [22]. Une semaine d'événements pour consacrer l'écrivain dans la région de la Vénétie inclut la mise en espace au théâtre[23] de Giovanni Morassutti avec l'actrice italienne Lidia Biondi.

#### Bases de données
- Notices d'autorité :   - VIAF
  - ISNI
  - BnF (données)
  - IdRef
  - LCCN
  - GND
  - Italie
  - Japon
  - CiNii
  - Espagne
  - Belgique
  - Pays-Bas
  - Pologne
  - Israël
  - NUKAT
  - Catalogne
  - Suède
  - Vatican
  - WorldCat
- Ressources relatives aux beaux-arts :   - AGORHA
  - Artists of the World Online
  - Bénézit
  - Delarge
  - RKDartists
  - Union List of Artist Names
- Ressources relatives à la littérature :   - The Encyclopedia of Science Fiction
  - Internet Speculative Fiction Database
  - Kritisches Lexikon zur fremdsprachigen Gegenwartsliteratur
  - NooSFere
- Ressources relatives au spectacle :   - Archives suisses des arts de la scène
  - Les Archives du spectacle
  - TheatreOnline
- Ressources relatives à la musique :   - Discogs
  - MusicBrainz
  - Répertoire international des sources musicales
- Ressource relative à plusieurs domaines :   - Radio France
- Ressource relative à la bande dessinée :   - BD Gest'
- Ressource relative à la recherche :   - Dialnet
- Ressource relative à l'audiovisuel :   - IMDb
- Notices dans des dictionnaires ou encyclopédies généralistes :   - Britannica
  - Brockhaus
  - Den Store Danske Encyklopædi
  - Deutsche Biographie
  - Dizionario biografico degli italiani
  - Enciclopedia italiana
  - Gran Enciclopèdia Catalana
  - Hrvatska Enciklopedija
  - Internetowa encyklopedia PWN
  - Nationalencyklopedin
  - Proleksis enciklopedija
  - Store norske leksikon
  - Treccani
  - Universalis
  - Visuotinė lietuvių enciklopedija

#### Autres liens
- (it) Site officiel de Dino Buzzati
- Un hommage à Dino Buzzati.
- (it) whipart.it - Art contemporain - Buzzati peintre
- (it) Le courage de la bonté - Dino Buzzati et don Zeno Saltini : chronique d'une amitié
- Dino Buzzati et la Ville - la page de l'artiste Alexandre Nezeys Tacconi